# 명재철
명재철(明宰澈, 1989년 1월 17일 ~ )은 전 KBO 리그 한화 이글스의 투수이다. 2011년 삼성 라이온즈에 신고선수로 입단했다.

## 출신 학교
- 인천서화초등학교
- 상인천중학교
- 인천고등학교
- 한양대학교